# 四家站
四家站是位于云南省石屏县四家的一个铁路车站，邮政编码662202。车站建于1936年，有蒙宝铁路经过该站，现已撤销，撤销前办理货运，不办理客运业务，现已很难看出原车站痕迹，仅仅能通过旁边线路旁边的空地判断为原车站，车站及其上下行区间均未电气化。车站距离蒙自站109公里，距离宝秀站34公里，隶属昆明铁路局，原为五等站。